# Craugastorinae
Sous-famille
Synonymes
- Strabomantinae Hedges, Duellman & Heinicke, 2008

Les Craugastorinae sont une sous-famille d'amphibiens de la famille des Craugastoridae.

## Répartition
Les espèces des genres de cette sous-famille se rencontrent du Sud des États-Unis au Brésil.

## Liste des genres
Selon Amphibian Species of the World (2 juillet 2014) :
- Craugastor Cope, 1862
- Haddadus Hedges, Duellman, & Heinicke, 2008
- Strabomantis Peters, 1863

## Publication originale
- Hedges, Duellman & Heinicke, 2008 : New World direct-developing frogs (Anura: Terrarana): molecular phylogeny, classification, biogeography, and conservation. Zootaxa, no 1737, p. 1-182 (texte intégral).